# 416 v.Chr.
Het jaar 416 v.Chr. is een jaartal volgens de christelijke jaartelling.

## Gebeurtenissen

### Griekenland
- Het eiland Milos (Oudgrieks: Melos) weigert zich bij de Delisch-Attische Zeebond aan te sluiten. Athene stuurt een strafexpeditie, bezet het eiland en de bevolking wordt afgeslacht of als slaven afgevoerd.
- Alcibiades wordt Olympisch kampioen wagenrennen en komt weer aan de macht in Athene.